# Матриксний Gla-протеїн
| 10         |  | 20         |  | 30         |  | 40         |  | 50         |
| ---------- |  | ---------- |  | ---------- |  | ---------- |  | ---------- |
| MKSLILLAIL |  | AALAVVTLCY |  | ESHESMESYE |  | LNPFINRRNA |  | NTFISPQQRW |
| RAKVQERIRE |  | RSKPVHELNR |  | EACDDYRLCE |  | RYAMVYGYNA |  | AYNRYFRKRR |
| GTK        |  |            |  |            |  |            |  |            |

A: Аланін

C: Цистеїн

D: Аспарагінова кислота

E: Глутамінова кислота

F: Фенілаланін

G: Гліцин

H: Гістидин

I: Ізолейцин

K: Лізин

L: Лейцин

M: Метіонін

N: Аспарагін

P: Пролін

Q: Глутамін

R: Аргінін

S: Серин

T: Треонін

V: Валін

W: Триптофан

Мáтриксний Gla-протеїн — білок, який кодується геном MGP, розташованим у людей на короткому плечі 12-ї хромосоми. Довжина поліпептидного ланцюга білка становить 103 амінокислот, а молекулярна маса — 12 353. MGP є представником групи залежних від вітаміну К білків, що містять залишки γ-карбоксиглютамінової кислоти (Gla). 

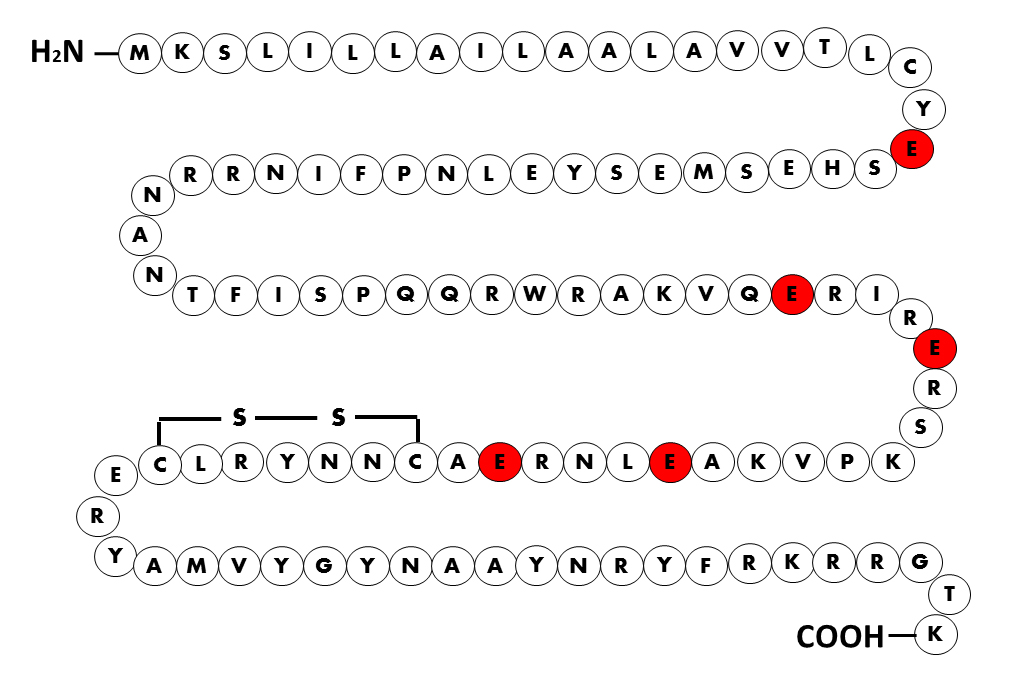
Рисунок 1. Молекулярна структура матриксного Gla-протеїну. Червоним позначені залишки глутамінової кислоти, що підлягають γ-карбоксилюванню.

 До цієї ж групи належать білки, що беруть участь у коагуляції крові: протромбін, фактор зсідання крові VII, Фактор зсідання крові XI, фактор зсідання крові X, протеїн C, протеїн S, протеїн Z. Подібним до MGP є кістковий Gla-протеїн (BGP), відомий також під назвою остеокальцин.

## Історія відкриття
Уперше білок, названий MGP, було виділено в 1983 році в лабораторії Price з екстрактів демінералізованого матриксу кісток биків.
Таке екстрагування здійснювали розчинами сечовини з додаванням хлориду кальцію. MGP виявився відмінним від відкритого раніше BGP, хоча мав з ним дуже багато схожих рис, що свідчило про спільне еволюційне походження цих двох матриксних протеїнів. Згодом було визначено первинну структуру MGP, основні хімічні характеристики, локалізацію гена MGP та його будову
.
На відміну від BGP, який синтезується виключно в тканинах кісток і зубів (структурах з фізіологічною мінералізацією), MGP утворюється в багатьох м'яких тканинах, зокрема в хрящах, серці, нирках, легенях, стінках кровоносних судин

.
У кожній з цих тканин експресію MGP виявляли лише в окремих, специфічних для даного органа, типах клітин. Здатність до синтезу MGP мають остеобласти, хондроцити, гладкенькі м'язові клітини (ГМК) судин, пневмоцити, клітини ниркового епітелію, фібробласти, макрофаги

.
У тканинах серця і легень щурів рівень мРНК MGP у 10 разів, а в тканинах нирок — у 5 разів вищий, ніж у кістках. Натомість вміст самого MGP у цих тканинах у 40-500 разів нижчий, якщо порівнювати з кістками. Низькі рівні MGP на тлі високої експресії його гена наводять на думку, що цей білок навряд чи діє винятково через накопичення в позаклітинному матриксі. Очевидно, що MGP акумулюється тільки в місцях кальцифікації, а більша його частина, синтезована в м'яких тканинах, надходить у плазму крові, де концентрація MGP становить від 0,3 до 1 мкг/мл залежно від виду тварин.

## Біохімія MGP

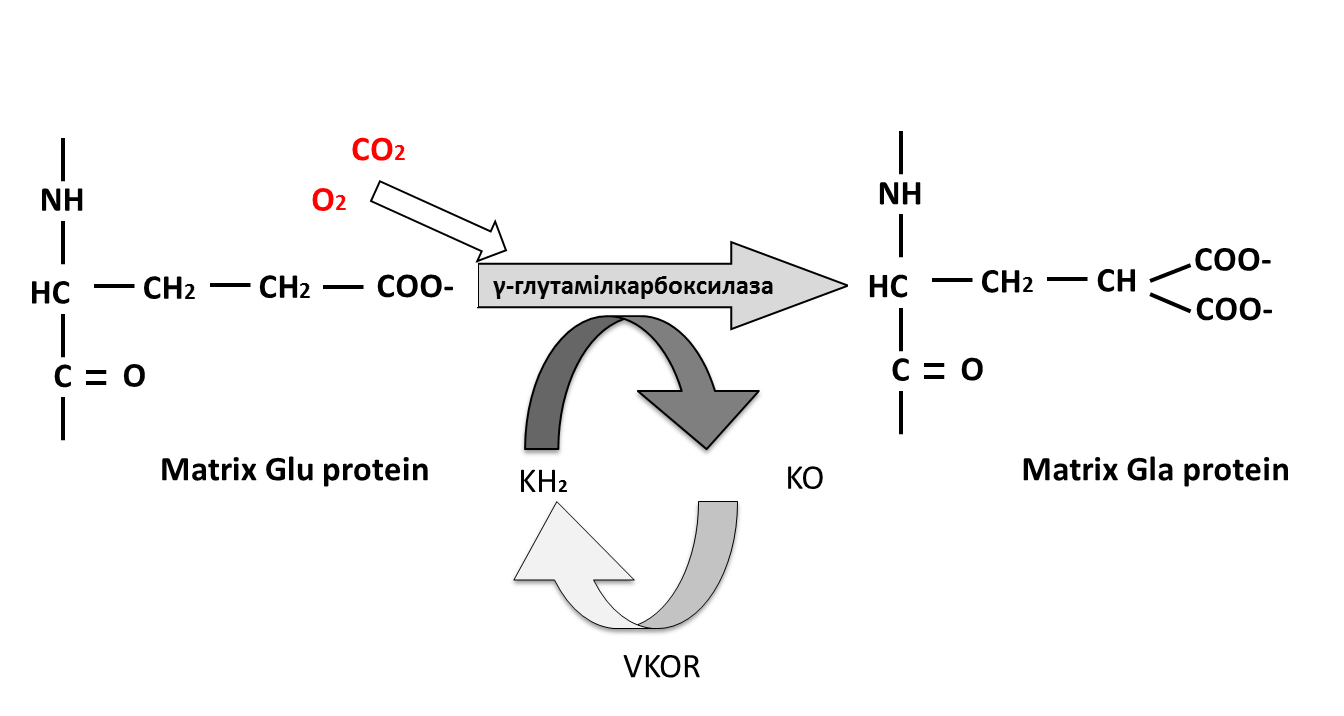
Рисунок 2. γ-карбоксилювання MGP і цикл вітаміну К. KH2 — відновлена форма вітаміну К (гідрохінон); KO — окиснена форма вітаміну К (епоксид); VKOR — вітамін К епоксидредуктаза

Молекула MGP людини (мол. маса 10 кДа) складається з 84 амінокислотних залишків, 5 з яких представлено γ-карбоксиглютаміновою кислотою (Gla) (рис. 1). З кісток щурів виділено дві форми MGP, що мають 79 і 83 залишки, тобто в них бракує відповідно 5 і 1 амінокислот від C-кінця білкової молекули. На відміну від усіх відомих сьогодні вітамін К-залежних білків MGP не має форми пропептиду. Хоча MGP містить великий відсоток гідрофільних амінокислотних залишків, він майже не розчинний у воді (розчинність < 10 мкг/мл), а тому його транспорт плазмою крові може відбуватися тільки в комплексі з іншими водорозчинними білками.
Щойно синтезована молекула MGP складається із 103 амінокислотних залишків (84 — це зрілий білок та 19 — трансмембранний сигнальний пептид) і містить, починаючи з N-кінця, три функціональні ділянки:
- трансмембранний сигнальний пептид (transmembrane signal peptide);
- імовірний сайт, що його розпізнає γ-карбоксилаза (putative recognition site for γ-carboxylase);
- домен, що містить залишки Gla (Gla-containing domain)[8].

Утворений у клітинах MGP зазнає посттрансляційної модифікації, яка полягає в карбоксилюванні п'яти залишків глютамінової кислоти (Glu) з утворенням γ-карбоксиглутамінової кислоти (Gla). Зазначена реакція каталізується ферментом γ-глютамілкарбоксилазою (GGCX) і є спряженою з окисненням відновленої форми вітаміну К (гідрохінону) в 2,3-епоксид вітаміну К (рис. 2). Таким чином, без окиснення вітаміну К не може відбуватися карбоксилювання Glu-залишків молекули MGP. У свою чергу достатня кількість вітаміну К для реакції карбоксилювання MGP залежить від стану зворотної реакції його відновлення, яка здійснюється за допомогою вітамін К-епоксидредуктазного комплексу (VKOR). На додаток до γ-карбоксилювання, MGP може зазнавати й інших посттрансляційних модифікацій, зокрема:
1. специфічного протеолітичного розщеплення в С-термінальній ділянці молекули[16][17];
2. фосфорилювання трьох серинових залишків у N-кінцевому хвості[18].

Після наведених вище реакцій MGP накопичується у структурах апарату Ґольджі і секретується в позаклітинний простір, де і виконує свої функції.

## Ген MGP
Ген MGP у людини представлено однією копією, яка міститься в короткому плечі 12-ї хромосоми (12p12.3-13.1). 

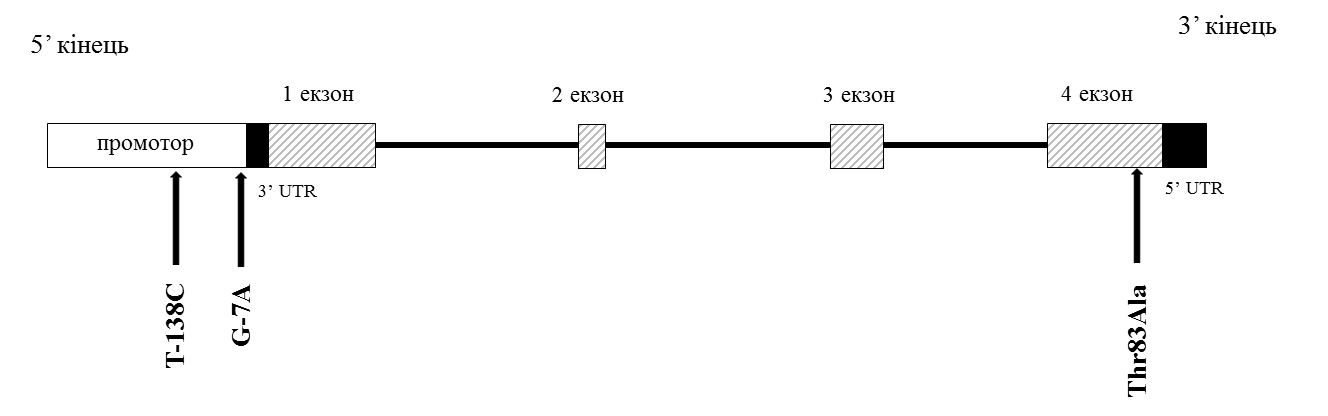
Рисунок 3. Структура гена MGP і локалізація трьох його однонуклеотидних поліморфізмів

 У ньому закодовано 84 амінокислотні залишки зрілого білка і 19 залишків трансмембранного сигнального пептиду. Довжина гена — 3900 нуклеотидів, він складається з 4 екзонів, розділених трьома великими проміжними послідовностями (інтронами), на які припадає більш ніж 80 % загальної довжини гена (рис. 3). Кожна з трьох функціональних ділянок білка — трансмембранний сигнальний пептид, сайт розпізнавання γ-карбоксилази і домен, що містить залишки Gla, — кодується окремим екзоном гена MGP. Четвертий екзон кодує ділянку білка, що складається з 11 амінокислотних залишків (α-helical domain) і лежить між трансмембранним сигнальним пептидом та сайтом розпізнавання γ-карбоксилази. Функція цієї ділянки MGP поки що не відома.
Подібна 4-екзонна організація характерна і для гена остеокальцину (BGP). Вона істотним чином відрізняється від 2-екзонної організації генів, які кодують відповідні ділянки в інших відомих сьогодні вітамін К-залежних білках.
Аналіз промоторної частини гена MGP показав, що поряд з типовими TATA і CAT -боксами, вона містить регуляторні послідовності (putative regulatory sequences), гомологічні раніше ідентифікованим елементам, що відповідають на дію гормонів і транскрипційних факторів (hormone and transcription factor responsive elements). Зокрема, окреслено дві ділянки промотора, що містять можливі сайти зв'язування рецепторів ретиноєвої кислоти і вітаміну D.

## Поліморфізми поодиноких нуклеотидів в гені MGP
Сьогодні описано понад 189 видів поліморфізму поодиноких нуклеотидів (SNP) у гені MGP людини. З них найкраще досліджено з огляду їхньої асоціації з різними хворобами три (див. рис. 3):
- T-138C (rs 1800802)
- G-7A (rs 1800801)
- Ala83Thr (rs 4236)

Поліморфізм T-138C стосується промоторної частини гена — ділянки, яка утворює комплекси з ядерними білками і сприймає їх регуляторні впливи; G-7A локалізований у початковому відрізку промотора, з якого стартує власне процес транскрипції; Thr83Ala — у четвертому екзоні, що кодує Gla-місткий домен. Останній варіант SNP зумовлює заміну треоніну на аланін у передостанньому 83-у залишку молекули MGP.
Питання про те, як різні види поліморфізму гена MGP впливають на його експресію і здатність сприймати різні регуляторні впливи, перебуває сьогодні у центрі уваги дослідників. Як один з підходів до його розв'язання використовують введення в культивовані клітини генетичних конструкцій, що містять «нормальний» і «патологічний» варіанти промотора MGP та ген люциферази (люциферазний тест).
Перше таке дослідження було проведено Германном та співавт.
Автори показали, що поліморфізм G-7A не впливає на промоторну активність гена MGP, тимчасом як активність промотора з мінорним алелем −138C (патологічний варіант), при порівнянні з −138T (нормальним варіантом), була менша на 20 % у ГМК судин щура і на 50 % у культивованих фібробластах людини.
Зовсім інші дані було отримано у дослідженні Фарзанеха та співавт.. Автори встановили, що промотори з поліморфізмами G-7A і T-138C істотно змінюють транскрипційну активність гена MGP в судинних ГМК щурів in vitro. Так, варіант промотора з мінорним алелем −7A виявляв активність у 1,5 рази вищу, ніж −7G, а варіант −138C був у 4 рази активніший за −138T.
Аналіз промотора гена MGP показав, що поліморфізм T-138C стосується ділянки, що є критичною для процесів транскрипції в судинних ГМК. Саме тут, у позиції між −142 і −136, розташований елемент, що може зв'язувати активаційний протеїн-1 (AP-1). Встановлено, що при поліморфізмі T-138C змінюється зв'язування цієї ділянки промотора з комплексом AP-1. Варіант промотора з алелем −138T добре зв'язує комплекси AP-1, до складу яких входять c-Jun, JunB, Fra-1 і Fra-2, і активується форболовими сполуками, тим часом здатність до зв'язування AP-1 і наступної активації у промотора з алелем −138C є дуже низькою.
Наведені вище дані підтверджуються роботою Кобаяші та співавт., у якій встановлено, що варіант промотора −138T, на відміну від −138C, здатен утворювати комплекси з ядерними білками (AP-1). Проте, що стосується активності цих варіантів, то японські дослідники прийшли до зовсім інших, ніж Фарзанех та співавт., висновків: при введенні промоторів гена MGP в культивовані клітини раку молочної залози людини активність промотора з алелем −138T була набагато вищою, якщо порівнювати з алелем −138C.
Таким чином, неоднозначні дані щодо впливу різних видів поліморфізму гена MGP на його транскрипційну активність свідчать про складність проблеми і зумовлюють необхідність продовжувати дослідження в цьому напрямі.

## Регуляція експресії і активності MGP
Об'єктами регуляції можуть бути (а) експресія гена MGP і (б) процеси посттрансляційної модифікації білка.
Як уже зазначалося, промотор гена MGP містить ділянки (putative regulatory sequences), що можуть сприймати різні регуляторні впливи. До таких, зокрема, відносять сайти можливого зв'язування з рецепторами вітаміну D і ретиноєвої кислоти.

### Регуляція експресії гена MGP
Серед вивчених in vitro факторів на експресію гена MGP впливають:
1. вітамін D;
2. ретиноєва кислота;
3. позаклітинні іони кальцію;
4. деякі цитокіни та гормони[22].

#### Вітамін D
Показано, що вітамін D3 збільшує синтез мРНК MGP в остеокластах людини, а також у хондроцитах, остеобластах та клітинах остеосаркоми щурів

.
Він не впливає на експресію гена MGP у фібробластах, хондроцитах та остеобластах людини. У фізіологічних концентраціях вітамін D3 посилює транскрипцію гена MGP в судинних ГМК.

#### Ретиноєва кислота
Ретиноєва кислота посилює утворення мРНК MGP в культивованих клітинах людини: фібробластах, хондроцитах, остеобластах; у клітинах остеосаркоми та в пневмоцитах II типу у щурів. Одначе, вона зменшує експресію гена MGP в культивованих клітинах нирок і гладком'язових клітин судин у щурів, а також у клітинах раку молочної залози в людини
. Таким чином, ретиноєва кислота по-різному впливає на експресію MGP у різних типах клітин одного й того ж виду організмів.

#### Позаклітинні іони кальцію
При моделюванні гіперкальціємії у щурів рівень MGP у плазмі крові стрімко зростає. Одне із запропонованих пояснень цього полягає в тому, що судинні ГМК можуть «відчувати» зміни концентрації позаклітинних іонів кальцію через кальцій-сенсорний механізм, пов'язаний з чутливими до кальцію рецепторами. У відповідь на сигнал ГМК збільшують експресію гена MGP.
Вважають, що збільшення експресії MGP при зростанні концентрації іонізованого кальцію в тканинах є реакцією, яка запобігає розвитку патологічної кальцифікації м'яких тканин. Таким чином, позаклітинний кальцій є не тільки потенційним індуктором утворення кальцієвих кристалів
, але й сигналом, що регулює кальцифікацію через стимуляцію синтезу MGP.

#### Цитокіни та деякі гормони
У культурі хондроцитів інсуліноподібний фактор росту 1 (IGF-1), відомий як стимулятор диференціювання цих клітин, зумовлює зменшення синтезу мРНК MGP.
Натомість, інгібітор диференціювання хондроцитів (фактор росту фібробластів-2) посилює експресію гена MGP. На підставі цього припускають, що зазначені фактори росту змінюють диференціювання хондроцитів через вплив на MGP.
Є повідомлення про те, що TGF-β (трансформуючий фактор росту бета) збільшує синтез мРНК MGP у легеневих клітинах ембріонів.
Проте, у дослідах з введенням штучних конструкцій промотора MGP всередину культивованих судинних гладком'язевих клітин щурів показано, що TGF-β пригнічує транскрипцію гена MGP.
Епідермальний фактор росту значно послаблює експресію MGP в культурі клітин нирок у щурів.
Трийодтиронін посилює транскрипцію гена MGP у судинних ГМК щурів та людини.
Є повідомлення про те, що в гіпотиреоїдних щурів рівень мРНК MGP зменшується і на цьому тлі зростає відкладання кальцію в аорті.
Таким чином, велика кількість факторів може впливати на експресію MGP, щоправда з різними ефектами на різні типи клітин. Слід, одначе, зауважити, що збільшення експресії MGP найчастіше відбувається у місцях кальцифікації тканин

.
У таких випадках посилення синтезу MGP може бути спробою клітин відповісти на кальцифікацію способом, що інгібує цей процес. Іншими словами, експресія MGP є залежною від подій, що розвиваються в тканинах.

### Регуляція активності MGP на рівні посттранлсяційної модифікації
На рівні посттрансляційної модифікації основним об'єктом регуляції MGP є γ-карбоксилювання залишків глютамінової кислоти. Цей процес залежить від доступності відновленої форми вітаміну K (KH2), яка у свою чергу визначається балансом між його надходженням в клітини і використанням, з одного боку, та інтенсивністю відновлення окисненої форми вітаміну К (KO) — з другого.
Крім цілком зрозумілого стану гіповітамінозу К, зменшення необхідного пулу цього вітаміну в клітинах може бути зумовлено значним зростанням потреб у γ-карбоксилюванні. Так, висунуто гіпотезу, відповідно до якої основні токсичні ефекти високих доз вітаміну D, у тому числі ектопічна кальцифікація паренхіматозних органів і артеріальних судин, зумовлені недостатністю вітаміну К, яка настає внаслідок значного посилення синтезу білків, що потребують γ-карбоксилювання.
У цих умовах наявного вітаміну К недостатньо, і значна кількість новоутворених білків, у тому числі MGP, не може перейти в Gla-форму, а отже, набути необхідної функціональної активності. Отже, будь-яке посилення експресії MGP вимагає збільшення доступності відновленої форми вітаміну K, що діє як кофактор γ-карбоксилювання.
Форма, у якій вітамін К міститься в продуктах харчування є неактивною і потребує відновлення до KH2 системою вітамін К-епоксидредуктази (VKOR). Процес окиснення KH2 супроводжується додаванням карбоксильної групи до залишків глютамінової кислоти (Glu) в молекулах MGP (утворюється γ-карбоксиглютамінова кислота, Gla) і окиснений у цій реакції вітамін K (KO) може знову бути відновлений у циклі, відомому як VKOR-цикл (див. рис. 2).
Діяльність VKOR-циклу порушується під впливом деяких екзогенних та ендогенних факторів.

#### Варфарин
До перших відносять похідні кумарину, що здатні блокувати VKOR. Таким, зокрема, є варфарин.
Синтетичне похідне дикумаролу — варфарин — є антикоагулянтом непрямої дії. Ще з 50-х років минулого століття цей препарат використовується в клініці як ефективний засіб запобігання тромбоутворенню. Антикоагулянтна дія варфарину ґрунтується на інгібуванні вітамін К-епоксидредуктази (VKOR) — ферменту, який перетворює окиснену форму вітаміну К у відновлену, після того як відбудеться карбоксилювання залишків глутамінової кислоти в молекулах протромбіну та інших вітамін К-залежних білків, до яких відноситься і MGP. Таким чином, під впливом варфарину зменшується пул відновленого вітаміну К, а отже, і утворення карбоксильованих, функціонально активних протеїнів. Порушення основної посттрансляційної модифікації MGP веде до того, що експресія гена MGP і рівень цього білка (некарбоксильованого) у кальцифікованих артеріях зростають. Водночас зменшується концентрація MGP у сироватці крові.

#### Калюменін
За останніми даними, в клітинах організму існує ендогенний інгібітор γ-карбоксилази, названий калюменіном.
Калюменін є білком, здатним зв'язувати кальцій. Його вперше ідентифікували в тканинах серця мишей і виявили в ендоплазматичному ретикулумі та апараті Ґольджі клітин.
Важливим є те, що він зв'язується з VKOR і зменшує його активність, а отже зумовлює менш ефективну діяльність вітамін К-залежної системи γ-карбоксилювання. Припускають, що калюменін перешкоджає зв'язуванню варфарину з VKOR. Цікаво відзначити, що цей білок є продуктом секреції активованих тромбоцитів і його виявляють в місцях атеросклеротичних уражень у людини.
Калюменін, таким чином, може бути важливим фактором, що зумовлює накопичення недокарбоксильованого (тобто неактивного) MGP в атеросклеротичних бляшках.

## MGP і кальцифікація судинної стінки
Наявність Gla-вмісних білків у судинній стінці було вперше показано Лаєн та співавт.,
які виділили амінокислоту Gla з лужних гідролізатів кальцифікованих атероматозних бляшок аорти людини. У гідролізатах неуражених судин і в не ускладнених кальцинозом атеросклеротичних бляшках Gla не виявляли, що дало підстави для висновку про тісний зв'язок між Gla-вмісними білками і процесами ектопічної кальцифікації.
Ліві та співавт.
за допомогою EDTA-екстракції виділили з атеросклеротично змінених артерій білкову фракцію, що містить Gla. Низький рівень білків цієї фракції був характерний для жирових смужок і фіброзних бляшок, проте в кальцифікованих бляшках кількість їх була значною. Автори вважали, що вони відкрили унікальний Gla-білок, який назвали атерокальцином (мол. маса 80 кДа, 19 Gla-залишків на 1000 амінокислот). Проте згодом самі ж автори повідомили, що атерокальцин — це артефакт, зумовлений забрудненням препаратів судин білками сироватки крові.
Після відкриття MGP було доведено, що у стінках кровоносних судин Gla-вмісні білки представлено саме цим протеїном. В артеріальній стінці MGP синтезується ГМК медії та інтими, а в місцях атеросклеротичних уражень — і макрофагами.
За допомогою моноклональних антитіл було показано, що в стінці нормальних артерій людини MGP асоційований з ГМК та еластичними мембранами в медії і з позаклітинним матриксом в адвентиції. Було встановлено, що MGP має стосунок до різних видів кальцифікації артеріальних судин.

### MGP і атеросклероз
Кальцифікація атероматозних бляшок є одним з процесів, що завершує розвиток дегенеративних змін у внутрішній оболонці судин (інтимі)

Вивчення накопичення і експресії MGP в таких бляшках людини показало, що молекули цього білка мають тісний просторовий зв'язок з місцями відкладання гідроксіапатиту: їх виявляли на межі з осередками кальцифікації. Проте, експресія гена MGP (утворення відповідної мРНК) в ГМК атероматозних бляшок була нижчою, якщо порівнювати з ГМК нормальних судин, які конститутивно експресують цей білок. Водночас у бляшках ГМК починали утворювати протеїни, що мають стосунок до процесів остео/хондрогенезу (остеокальцин, кістковий сіалопротеїн, лужну фосфатазу), і в нормі в артеріальній стінці не синтезуються. Ці спостереження дали підстави думати, що мінералізація структур судинної стінки може бути результатом порушення балансу між прокальциногенними (остео/хондрогенними) і антикальциногенними чинниками. До останніх було віднесено MGP.

### MGP і артеріосклероз Менкеберга
Тісний просторовий зв'язок MGP з осередками кальцифікації було виявлено і при вивченні артерій ампутованих кінцівок у хворих на цукровий діабет. Відкладання солей кальцію у середню оболонку таких артерій (артеріосклероз Менкеберга) супроводжувалося, як і при атеросклерозі, зменшенням експресії гена MGP в ГМК судин. На тлі таких змін ГМК починали експресувати остеогенні білки (див. вище). При артеріосклерозі Менкеберга зникає тісний зв'язок MGP з еластичними мембранами в місцях кальцифікації судинної стінки, натомість і в людей і в щурів значну кількість MGP виявляли в позаклітинному матриксі медії на межі з осередками мінералізації.

### MGP і кальцифікація ГМК судин in vitro
При культивуванні судинні ГМК втрачають ознаки свого контрактильного фенотипу і набувають рис модифікованих ГМК (міграція, проліферація, синтез компонентів сполучної тканини), характерних для ГМК атеросклеротичних бляшок. З часом судинні ГМК in vitro утворюють багатоклітинні вузли, які через 30 днів спонтанно кальцифікуються. З моменту появи перших ознак цього процесу в ГМК зростає експресія гена MGP і деяких остеогенних білків (остекальцину, кісткового сіалопротеїну).
З іншого боку, є дані про те, що при моделюванні кальцифікації судинних ГМК биків експресія MGP у цих клітинах, навпаки, зменшується.
Вона повертається до вихідного рівня, якщо процес мінералізації інгібувати за допомогою бісфосфонатів.
Таким чином, на підставі того, що експресія MGP в процесі кальцифікації може як зменшуватися, так і зростати, було зроблено припущення про два можливі варіанти розвитку подій. Перший з них полягає в тому, що чинники, які пригнічують експресію гена MGP, можуть сприяти розвитку мінералізації судинної стінки. Другий — у разі ініціювання кальцифікації іншими механізмами може посилюватися експресія адаптивних білків, які обмежують цей процес. До таких білків автори віднесли MGP.

## Механізми антикальциногенної дії MGP
Антикальциногенні властивості MGP визначаються його Gla-залишками. Доказом цього є той факт, що декарбоксильваний MGP, у якому замість Gla міститься глутамінова кислота (Glu), втрачає свою активність. Про це свідчить і низка імуногістохімічних досліджень з використанням конформаційно специфічних антитіл до MGP.
Так, було показано, що в кальцифікованих судинах старих щурів, так само як і в уражених артеріях щурів, що отримували варфарин з високими дозами вітаміну D, міститься погано карбоксильований (недокарбоксильований) MGP. Шургерс та співавт., вивчаючи артерії людей, встановили, що в неуражених судинах MGP можна виявити тільки в карбоксильованій формі і навколо еластичних структур. Що стосується артерій з кальцифікованими атеросклеротичними бляшками і тих, що уражені артеріосклерозом Менкеберга, то MGP завжди був недокарбоксильованим і містився довкола осередків кальцифікації. На підставі цих даних було зроблено висновок, що порушення γ-карбоксилюваня MGP, так само як і пригнічення його синтезу, може бути одним з механізмів кальцифікації судин.
Точні механізми, за допомогою яких MGP інгібує кальцифікацію судин, остаточно не з'ясовано. Сьогодні вивчаються чотири можливі механізми:
- зв'язування з іонами кальцію і кристалами гідроксіапатиту;
- зв'язування з компонентами позаклітинного матриксу;
- взаємодія з кістковим морфогенетичним протеїном (BMP-2) і усунення ефектів останнього;

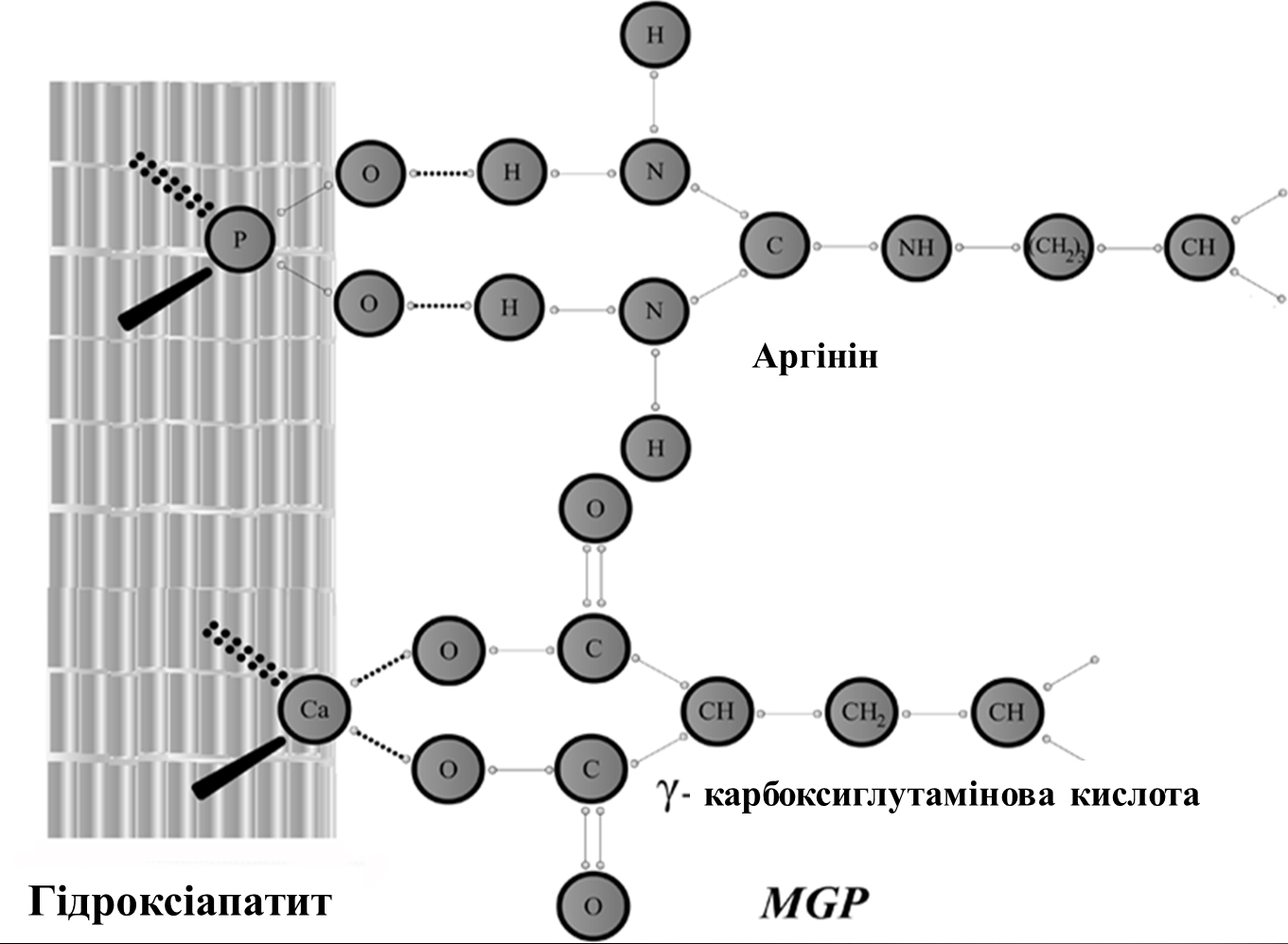
Рисунок 4. Утворення комплексів між бічними ланцюгами аргініна і γ-карбоксиглютамінової кислоти молекул MGP і поверхневими залишками фосфату та кальцієм кристалів гідроксіапатиту

- участь у регуляції апоптозу.

### Зв'язування іонів кальцію та кристалів гідроксіапатиту
Одна з перших гіпотез щодо антикальциногенної дії MGP ґрунтувалася на здатності Gla-залишків зв'язуватися з іонами кальцію та утворювати разом із залишками аргініну комплекси з гідроксіапатитом (рис. 4). Зв'язування надлишку іонів Ca2+ в м'яких тканинах має забезпечувати їх виведення з позаклітинного матриксу у кров,
а зв'язування з малими кристалами інгібує дальший ріст останніх,
. Така думка підтримується тим, що мРНК MGP виявляють у багатьох тканинах, але сам білок накопичується тільки в місцях кальцифікації і є в плазмі крові. Вважають, що зв'язування з іонами Ca2+ викликає конформаційні зміни в молекулах MGP та інших вітамін К-залежних білків, роблячи їх активними.
Виявлено, що MGP є компонентом сироваткового комплексу, до складу якого входять також гідроксіапатит, фетуїн та інші білки. Цей комплекс виявляли в крові щурів, що отримували один з препаратів бісфосфонатів — етидронат. У цьому ж дослідженні показано, що в контрольних тварин (у яких гідроксіапатитного комплексу нема) значна частина MGP циркулює як компонент сироватки з мол. масою > 300 кДа і тільки невелика кількість MGP входить до складу білкового комплексу з мол. масою < 300 кДа. Оскільки мол. маса самого MGP становить лише 10 кДа (див. вище), це дає підстави думати, що основна частина MGP перебуває в крові або в агрегованій формі, або зв'язана з шаперонами більшої молекулярної маси.
Відносно мало досліджень проводилося з MGP як білком. Це пояснюється тим, що його чиста форма погано розчинна і він агрегує при нейтральних значеннях pH. MGP розчинний в фізіологічних буферах тільки в дуже низьких концентраціях. Це може означати, що при накопиченні MGP його молекули зв'язуються одна з одною і більше не можуть вільно переміщуватися в тканині, аж поки не зійдуться з шапероном, який попереджає агрегацію/преципітацію MGP. На сьогодні механізми, які здійснюють транспорт MGP з клітин і тканин, а також фактори, які підтримують розчинність MGP, не відомі.

### Зв'язування з компонентами позаклітинного матриксу
Еластин є одним з компонентів позаклітинного матриксу, з яким може зв'язуватися MGP. За допомогою імуногістологічних методів показано, що в нормальних артеріях людини молекули повністю карбоксильованого MGP містяться поблизу еластичних волокон. Локалізація MGP в цих місцях може бути механізмом, що попереджає кальцифікацію, оскільки еластин є важливим субстратом для ініціювання утворення кальцієвих кристалів.
Еластичні волокна складаються з еластинового ядра, оточеного мікрофібрилами. Порушення структури останніх може посилювати кальцифікацію. Основним білковим компонентом мікрофібрил є фібрилін-1, дефектний ген якого зумовлює появу продукту, характерного для синдрому Марфана.
У мишей, у яких зменшена експресія гена фібриліну-1, першою патологічною ознакою, що її виявляють, є медіакальциноз аорти. Таким чином, фібрилін-1 має дуже важливе значення для запобігання кальцифікації середньої оболонки артерій. Розкриття точних механізмів взаємодії MGP з компонентами еластичних волокон без сумніву поліпшить наше розуміння того, як MGP виконує свої функції.
Ще одним компонентом позаклітинного матриксу, з яким може зв'язуватися MGP, є глікопротеїн вітронектин. На відміну від зв'язування MGP з BMP2 (див. нижче), взаємодія з вітронектином не є кальційзалежною, вона відбувається на рівні C-термінальної ділянки молекули MGP, а тому не залежить від стану карбоксилювання MGP. Яке значення має зв'язування MGP з вітронектином у судинній стінці, ще не відомо, але є припущення, що така взаємодія може змінювати ефекти MGP щодо активності BMP-2.

### Взаємодія з кістковим морфогенетичним протеїном (BMP-2)

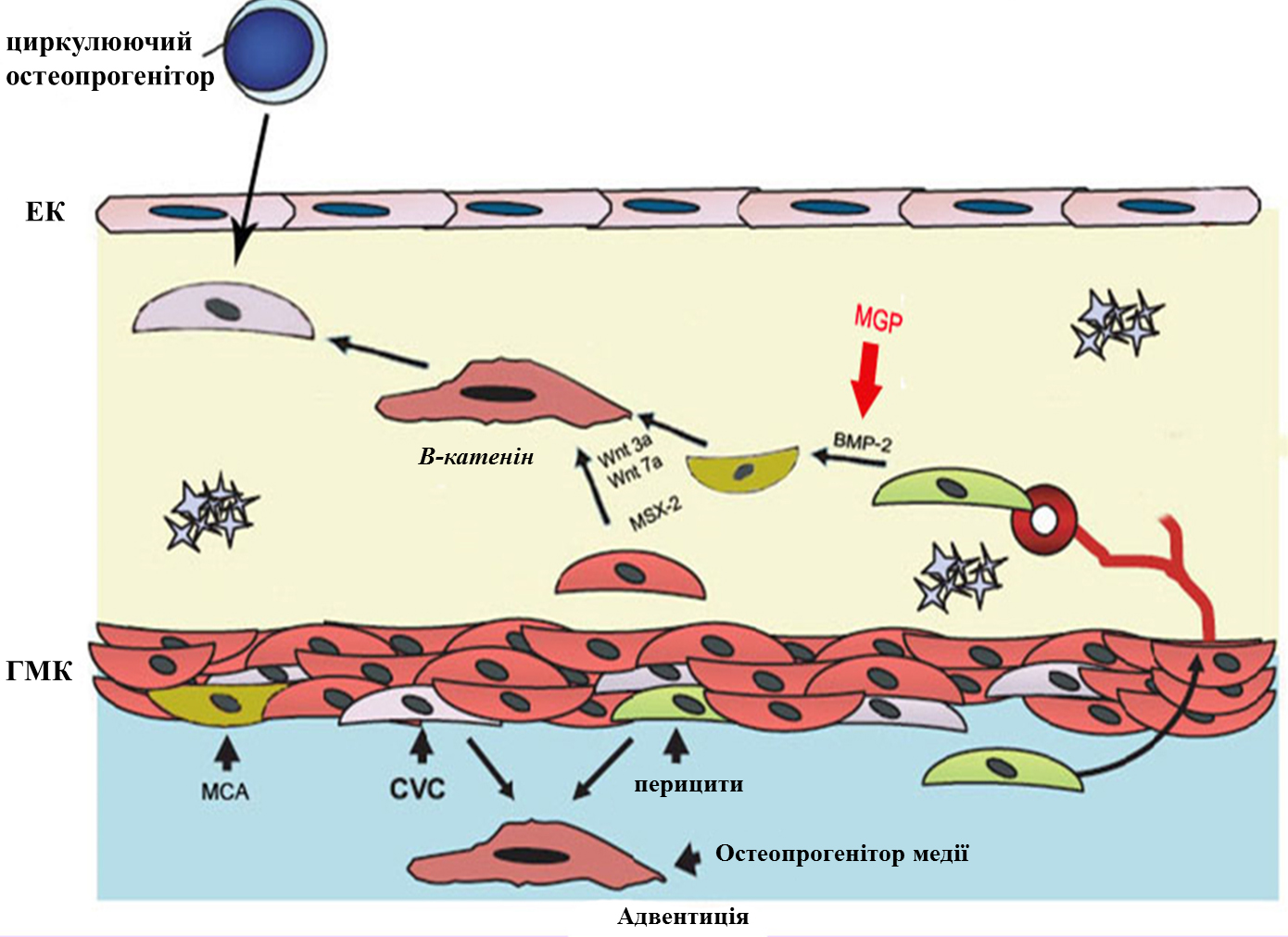
Рисунок 6. Взаємодія з кістковим морфогенетичним протеїном (BMP-2)

Цілий ряд фактів свідчить про те, що MGP має стосунок до процесів диференціювання судинних ГМК і цей вплив здійснюється через взаємодію з BMP-2. Так, (а) артерії, що зазнають кальцифікації в MGP-дефіцитних мишей, містять у медії подібні до хондроцитів клітини, а не типові судинні ГМК, і в них посилена експресія остеобласт-специфічного транскрипційного фактору cbfa1/Runx2;
(б) показано, що MGP зв'язується з BMP-2 і пригнічує ефекти останнього на диференціювання мультипотентних мезенхімних клітин і стовбурових клітин червоного кісткового мозку
;
(в) посилення експресії MGP в хондроцитах затримує їх дозрівання;
(г) у кальцифікованих судинах людини менше синтезується мРНК MGP, зате посилена експресія як хрящових, так і кісткових маркерів, таких як колаген II типу і остеокальцин відповідно
.
З наведених спостережень випливає, що MGP є необхідним для судинних ГМК для того, щоб підтримувати їхній контрактильний фенотип і попереджати їх диференціювання у напрямі клітин, причетних до хондро/остеогенезу. За відсутності MGP ГМК судин втягуються в різні шляхи мезенхімного диференціювання і можуть перетворюватися в клітини, подібні до хондроцитів чи остеобластів, та продукувати матрикс, який сприяє відкладанню солей кальцію у вигляді кристалів гідроксіапатиту.
Дані про те, що MGP зв'язується з BMP-2 і припиняє його функціональні ефекти, значно розширюють наші уявлення про механізми функціонування MGP. BMP-2 є дуже важливим фактором морфогенезу в кістках
,
,
але, крім того, він здатен індукувати експресію низки остеогенних генів в судинних ГМК.
BMP-2 знаходять у клітинах, що містяться в ділянках атеросклеротичних уражень, його експресія може бути індукована оксидативним стресом, запаленням і гіперглікемією

.
Отже, слід думати, що антагонізм MGP по відношенню до BMP-2 має бути чинником, що попереджає чи зменшує остеогенні ефекти BMP-2 в судинній стінці. Сьогодні показано, що зв'язування MGP з BMP-2 залежить від іонів кальцію і в ньому бере участь Gla-домен молекули MGP. Звідси випливає, що недокарбоксильовані форми MGP не можуть бути достатньо ефективними в інгібуванні ефектів BMP-2.

### Участь у регуляції апоптозу
Апоптоз є важливим механізмом, що ініціює кальцифікацію судин
.
Так, апоптоз передує кальцифікації багатоклітинних вузлів судинних ГМК у культурі клітин. Апоптичні тільця, що утворюються із судинних ГМК, можуть відігравати роль центрів формування кальцієвих кристалів, їх виявляють як у місцях атеросклеротичних уражень, так і при Менкебергівському склерозі. Вузли судинних ГМК in vitro містять відносно велику кількість клітин у стані апоптозу та апоптичних тілець. Експресія MGP є найбільшою, коли апоптичний індекс у цих вузлах сягає свого максимуму. Це вказує на можливий зв'язок між MGP і апоптозом. Крім того, MGP було виявлено в апоптичних тільцях і матриксних везикулах, що утворюються судинними ГМК in vivo. Можливо, він присутній у цих везикулах для того, щоб обмежувати їхню здатність до кальцифікації.
Ряд інших досліджень дає підстави думати, що експресія MGP посилюється у відповідь на апоптоз. Так, утворення мРНК MGP збільшувалося, коли апоптоз індукували в клітинах гліоми чи у вентральних епітеліальних клітинах простати щурів
.
У культивованих хондроцитах мишей посилена чи послаблена експресія MGP на чітко визначених стадіях дозрівання супроводжується апоптозом.
Крім того, добре відомо, що позаклітинний матрикс і його конститутивні білки впливають на виживання клітин. Дані про те, що BMP-2 індукує апоптоз в судинних ГМК, а MGP є антагоністом BMP-2, добре узгоджуються з поглядами на MGP як важливого антиапоптичного фактора. Проте, відкритим залишається питання про те, чи дійсно високі рівні експресії MGP конче необхідні для захисту судинних ГМК від апоптозу.

## Клінічні аспекти MGP

### Синдром Кейтеля у людей
Рідкісна аутосомно-рецесивна хвороба — синдром Кейтеля — характеризується (а) ненормальною кальцифікацією хрящів; (б) периферичним стенозом легеневої артерії і (в) гіпоплазією середньої зони обличчя. У таких хворих розвивається виражена кальцифікація кровоносних судин. Встановлено, що хвороба пов'язана з хромосомою 12 — саме з тим її локусом, де знаходиться ген MGP (12p12.3-13.1). Три мутації гена MGP (c.69delG; IVS1-2A→G; c.113T→A) ведуть або до вкорочення молекули MGP, або до якісних її змін, унаслідок чого MGP втрачає свою функціональну активність. Виявлений зв'язок між такими дефектами MGP і розвитком кальцифікації судин може свідчити про те, що цей білок є важливим антикальциногенним фактором і в організмі людини. Проте, на відміну від MGP-дефіцитних мишей, хворі на синдром Кейтеля доживають до зрілого віку — це означає, що в людей існують й інші фактори, які функціонують як інгібітори кальцифікації судин. Крім того, якісно змінені молекули MGP, що продукуються у таких хворих, мабуть, можуть зберігати хоча б частину своїх антикальциногенних властивостей у судинній стінці.

### Зв'язок MGP із серцево-судинними хворобами людини
Від часу встановлення антикальциногенних властивостей MGP постало питання, яку роль відіграє цей білок у розвитку хвороб людини, зокрема склеротичних уражень артерій (атеросклерозу, медіакальцинозу), а також їхніх ускладнень (інфаркту міокарда, інсультів тощо). Дослідження пішли у двох паралельних напрямах. З одного боку, дослідники шукали зв'язок між рівнем MGP крові і розвитком атеросклеротичних змін

,
з другого ж — вивчався вплив різних варіантів поліморфізму гена MGP на деякі показники уражень артерій та їх клінічні прояви

.
Що стосується першої групи робіт, то одержані в них результати вкрай суперечливі. Так, Браам та співавт. наводять дані про те, що розвиток тяжкого атеросклерозу супроводжується збільшенням концентрації MGP у сироватці крові. Натомість Джоно та співавт. встановили, що рівень MGP крові обернено пропорційно корелює з кальцифікацією коронарних судин. І нарешті, О'Доннел та співавт., показавши зв'язок між рівнем MGP крові і цілим рядом факторів ризику атеросклерозу, не виявили кореляції між вмістом MGP і кальцифікацією коронарних артерій.
Дані про зв'язок різних видів алельного поліморфізму гена MGP з рівнем MGP крові, розвитком кальцифікації артерій (зокрема коронарних) і наслідків атеросклерозу (зокрема інфаркту міокарда) теж суперечливі.

#### Поліморфізм гена MGP і рівень MGP у крові
У роботі Фарзанеха та співавт. не виявили асоціації між G-7A поліморфізмом і вмістом MGP у сироватці крові здорових людей (Нідерланди). Водночас у цьому дослідженні встановлено статистично достовірний зв'язок між вище зазначеним показником і T-138C поліморфізмом: найвищі значення MGP виявляли в гомозигот за мінорним алелем (C/C), найменші — у гомозигот за основним алелем (T/T), проміжні величини показника були в гетерозигот (T/C). На відміну від наведеної вище роботи, Кройзер та співавт. не виявили асоціації між T-138C поліморфізмом і рівнем MGP сироватки, натомість показано статистично достовірний зв'язок між G-7A і Thr83Ala варіантами поліморфізму у здорових чоловіків і жінок (США), з одного боку, і концентрацією MGP крові, з другого. У гомозигот за основним алелем концентрація MGP була найменша, у нормальних гомозигот — найбільша, у гетерозигот реєстрували проміжні величини цього показника.

#### Поліморфізм гена MGP і кальцифікація артерій
У тій самій роботі показано, що всі три види SNP (G-7A, T-138C, Thr83Ala) мають зв'язок з кальцифікацією коронарних артерій (ККА) у чоловіків, як самостійно, так і в поєднанні з іншими факторами ризику атеросклерозу. Водночас статистично достовірної асоціації цих самих видів SNP з ККА у жінок не виявлено. Найбільш асоційованими з ККА були гомозиготи за мінорним алелем. У чоловіків з таким генотипом при всіх трьох видах SNP тяжкість ККА була достовірно нижчою, ніж у гомозигот за основним алелем.
Дуже слабкий зв'язок між поліморфізмом MGP і кальцифікацією артерій було виявлено при дослідженні сонних і стегнових артерій у здорових волонтерів (AXA Study, Франція). Тільки серед тих, у кого при ультразвуковому дослідженні встановлено атеросклероз стегнових артерій з кальцифікацією бляшок, мінорні алелі −7A та 83Ala зустрічалися частіше, ніж у суб'єктів, що мали бляшки без ознак їх кальцифікації. Не встановлено жодного зв'язку між алельним поліморфізмом MGP і атеросклерозом сонних артерій.
В інших кількох дослідженнях не виявили зв'язку T-138C поліморфізму з кальцифікацією коронарних артерій, а також атеросклерозом черевної аорти, кальцифікацією атеросклеротичних бляшок і артеріосклерозом Менкеберга.

#### Поліморфізм гена MGP та інфаркт міокарда
Лише в одному дослідження (ECTIM Study, Північна Ірландія, Франція) методом «випадок-контроль» аналізували зв'язок 6 варіантів SNP гена MGP з розвитком інфаркту міокарда (ІМ). Було показано, що частота алелів і розподіл генотипів за всіма видами SNP однакові у хворих на ІМ і в контрольній групі. Тільки в одній підгрупі, у якій хворих і контрольних суб'єктів було поділено на таких, що мають високий і низький ризик розвитку ішемічної хвороби серця, встановлено, що частота мінорних алелів −7А і 83Ala у хворих на ІМ з низьким рівнем факторів ризику є більшою, ніж у відповідній контрольній підгрупі.
У дослідженнях Гарбузової та співавт.
показано, що у групі хворих з гострим коронарним синдромом, до якого відносили нестабільну стенокардію та інфаркт міокарда, частота мінорного алеля −7A, на відміну від двох інших мінорних алелів −138C і 83Ala, була вища, ніж у контрольній групі. Це дає підстави думати, що G-7A поліморфізм має стосунок до розвитку гострого коронарного синдрому, можливо, через вплив на процеси кальцифікації коронарних артерій.
Крім впливу на розвиток серцево-судинних хвороб, алельний поліморфізм MGP може мати стосунок і до деяких інших недуг та патологічних процесів, таких як сечокам'яна хвороба,

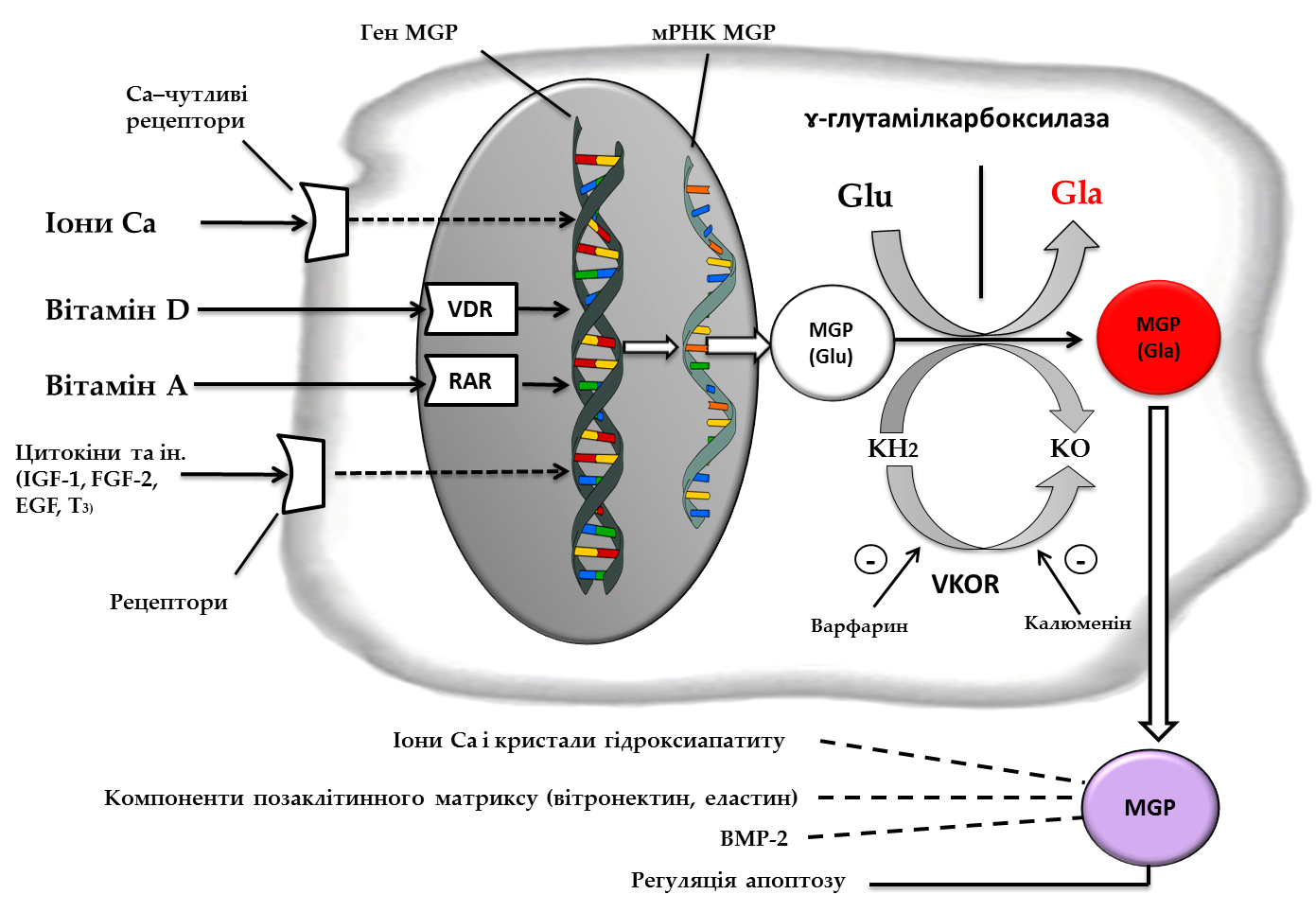
Рисунок 7. Ілюстрація процесів, що пов'язані з утворенням і функціонуванням MGP. VDR — рецептор вітаміну D; RAR — рецептор ретиноєвої кислоти; VKOR — вітамін К-епоксидоредуктаза; KH2, KO — відповідно відновлена і окиснена форми вітаміну K; BMP2 — кістковий морфогенетичний протеїн

остеопороз
,
випадіння зубів,
інтоксикація свинцем
 (див. табл.).
| Патологічний процес чи хвороба                                                                       | Вид поліморфізму       | Наявність зв'язку                                                  | Популяція                  | Посилання     |
| --- | ---------------------- | ------------------------------------------------------------------ | -------------------------- | ------------- |
| Атеросклероз стегнових артерій                                                                       | G-7A, Thr83Ala T-138C  | + —                                                                | Франція                    | [ 19 ]        |
| Атеросклероз сонних артерій                                                                          | G-7A, Thr83Ala T-138C  | –                                                                  | Франція                    | [ 19 ]        |
| Кальцифікація коронарних артерій                                                                     | G-7A, T-138C, Thr83Ala | +, тільки в чоловіків                                              | США                        | [ 88 ]        |
| Інфаркт міокарда (ІФ)                                                                                | G-7A, Thr83Ala T-138C  | +, тільки в групі хворих з низьким ризиком розвитку ІФ чоловіків – | Північна Ірландія, Франція | [ 19 ]        |
| Атеросклероз черевної аорти, склероз Менкеберга, кальцифікація трахеї, кальцифікація реберних хрящів | T-138C                 | –                                                                  | Японія                     | [ 21 ]        |
| Кальцифікація коронарних артерій Остеопороз                                                          | T-138C                 | – –                                                                | США                        | [ 87 ]        |
| Смертність від серцево-судинних недуг у хворих з хронічною нирковою недостатністю                    | G-7A, T-138C           | +                                                                  | Італія                     | [ 86 ]        |
| Хронічна свинцева інтоксикація                                                                       | T-138C                 | –                                                                  | Індія                      | [ 94 ] [ 95 ] |
| Сечокам'яна хвороба                                                                                  | Thr83Ala T-138C, G-7A  | + —                                                                | Японія                     | [ 90 ]        |
| Постменопаузальний остеопороз                                                                        | CA-повтори             | + —                                                                | Японія Корея               | [ 91 ] [ 92 ] |
| Випадіння зубів у жінок похилого віку                                                                | CA-повтори             | +                                                                  | Японія                     | [ 91 ] [ 93 ] |

## Узагальнення
На рис. 7 у вигляді схеми представлено основні складові процесу, що забезпечує функціонування MGP в тканинах організму і зокрема в стінках кровоносних судин. Такими складовими є:
1. регуляція експресії гена MGP, яка здійснюватися іонами кальцію, вітамінами D і A, цілим рядом цитокінів;
2. експресія гена MGP, завдяки якій в клітинах синтезується цей білок;
3. посттрансляційна модифікація молекул MGP, яка полягає в γ-карбоксилюванні залишків глютамінової кислоти протеїну і потребує участі вітаміну K та ферментів, що його відновлюють;
4. секреція MGP клітинами в позаклітинний простір;
5. власне функціональні ефекти MGP, серед яких:

- зв'язування з іонами кальцію та кристалами гідроксіапатиту;
- взаємодія з компонентами позаклітинного матриксу;
- зв'язування з BMP-2;
- участь у регуляції апоптозу.

У кінцевому підсумку зазначені ефекти зумовлюють антикальциногенну дію MGP, що виявляє себе інгібуванням мінералізації м'яких тканин в умовах, коли концентрація іонів кальцію і фосфатів у крові та міжклітинній рідині перевищує поріг, необхідний для осадження солей і початку кристалізації. У разі розладів наведених вище процесів порушуються функції MGP, аж до повного їх випадіння, що може спричинятися до кальцифікації судинної стінки — важливого компоненту як атеросклеротичних уражень, так і артеріосклерозу Менкеберга. Яке це має значення для дальшого розвитку подій, зокрема для виникнення тяжких ускладнень (інфарктів, інсультів, утворення аневризм та їх розриву), ще слід вивчати, досліджуючи зв'язок MGP та різних варіантів його гена з хворобами людини.

## Оглядова література
- Гарбузова В. Ю. Матриксний Gla-протеїн (MGP) та його роль в кальцифікації судинної стінки [Архівовано 4 жовтня 2013 у Wayback Machine.] / Гарбузова В. Ю., Атаман А. В. // Фізіол. журн. — 2011. — Т. 57, № 4. — С. 96-112.